# Conflito congelado
Conflito congelado é uma expressão própria das relações internacionais (originalmente em língua inglesa: frozen conflict) que descreve a situação de um conflito internacional em que após uma crise ou mesmo uma guerra, o conflito se encontra latente, não sendo realmente resolvido, embora não haja um tratado de paz ou outro mecanismo para resolver o conflito de forma satisfatória para ambas as partes.
É frequentemente utilizado especialmente para os conflitos pós-soviéticos  da Ásia Central e do Cáucaso; mas também é usado para qualquer outra disputa territorial não resolvida, como a Guerra da Coreia (entre as duas Coreias) ou a Guerra Civil Chinesa (entre a China e Taiwan) 
No Cáucaso permanecem abertos, mas "congelados", o conflito entre a Geórgia e a Abcásia, o conflito entre a Geórgia e a Ossétia, e o conflito de Nagorno-Karabakh. Desde 24 de fevereiro de 2022 a guerra civil no leste da Ucrânia deixou de ser um conflito congelado, após invasão Russa não só no leste da Ucrânia, mas também em outras regiões.